# 배틀 오브 더 네트워크 리얼리티 스타스
배틀 오브 더 네트워크 리얼리티 스타스(Battle of the Network Reality Stars)는 2005년 8월 17일부터 9월 21일까지 브라보에서 방영된 리얼리티 프로그램이다.